# Dictyocladium reticulatum
Dictyocladium reticulatum är en nässeldjursart som först beskrevs av Gustav Heinrich Kirchenpauer 1884.  Dictyocladium reticulatum ingår i släktet Dictyocladium och familjen Sertulariidae. Inga underarter finns listade i Catalogue of Life.